# Ferrara
Ferrara (emilijsko Frara) je mesto in občina v deželi  Emiliji - Romanji v severni Italiji in glavno mesto pokrajine Ferrara 50 km severovzhodno od Bologne ob kanalu Volano, ki je krak glavnega toka reke Pad 5 km severno od mesta. Ima široke ulice in številne palače iz 14. in 15. stoletja, ko je mestu vladala rodbina Este. Zaradi svoje lepote in kulturne pomembnosti jo je Unesco uvrstil na seznam svetovne dediščine. Sodobni časi so prinesli obnovo industrijske dejavnosti. Ferrara je ob glavni železniški progi iz Bologne do Padove in Benetk ter krakov v Raveno, Poggio Rusco in Codigoro.

## Zgodovina
Ferraro so verjetno naselili prebivalci lagune ob ustju reke Pad; našli so dve zgodnji središči poseljenosti, eno je okrog stolnice, drugo, bizantinska hiša (castrum bizantino), na nasprotni obali, kjer se Primaro spušča v kanal Volano. Ferrara je prvič omenjena v dokumentu langobardskega kralja Deziderija leta 753 kot mesto, ki je bilo del eksarhata Ravena. Deziderij je leta 757 prisegel za ducatus ferrariae ("vojvodino Ferrara") papežu Štefanu II.
Obizzo II. d'Este je bil 500 let kasneje razglašen za dosmrtnega vladarja Ferrare. Prav tako je leta 1288 postal sinjor bližnje Modene in leta 1289 Reggie. Leta 1452 so vladarji Este ustanovili vojvodino Modena in Reggio Emilia, leta 1471 pa je nastala tudi vojvodina Ferrara.
Leta 1597, ko je Alfonso II. umrl brez dedičev, je rodbina Este izgubila Ferraro, ki je prešla pod  papeško državo.
Ferrara je ostala del papeške države od leta 1598 do 1859 s prekinitvijo v Napoleonovem obdobju: leta 1859 je postala del Kraljevine Italije. Trdnjavo je zgradil papež Pavel V., kjer je bil grad Tedaldo, na jugozahodnem koncu mesta, ki ga je od leta 1832 do 1859 zasedal avstrijski garnizon. Vsa trdnjava je bila razstavljena po ustanovitvi Kraljevine Italije, opeko pa so uporabljali za nove gradnje po vsem mestu.
23. avgusta 1944 je bila tovarna sintetičnega kavčuka v Ferrari tarča strateškega bombnega napada med drugo svetovno vojno.

## Demografija
Leta 2007 je bilo v Ferrari 135.369 prebivalcev, od tega 46,8 % moških in 53,2 % žensk. Mladoletnikov (otroci, stari 18 let, in mlajši) je bilo 12,28 odstotka v primerjavi z upokojenci, ki jih je bilo 26,41 odstotka. Italijansko povprečje je 18,06 % (mladoletnikov) in 19,94 % (upokojencev). Povprečna starost prebivalcev Ferrare je 49 v primerjavi z italijanskim povprečjem, ki je  42. V petih letih med letoma 2002 in 2007 se je število prebivalcev v Ferrari povečalo za 2,28 %, medtem ko se je v Italiji kot celoti povečalo za 3,85 %. [4]. Ferrara je znana kot najstarejše mesto z več kot 100.000 prebivalci, pa tudi mesto z najnižjo stopnjo rodnosti.
Od leta 2006 je bilo 95,59 % prebivalcev Italijanov. Največje priseljenske skupine so bile iz nekaterih evropskih držav (večinoma iz Ukrajine in Albanije: 2,59 %), severne Afrike 0,51 % in vzhodne Azije 0,39 %. Mesto je pretežno rimskokatoliško z nekaj pravoslavnimi kristjani in judovsko skupnostjo.

## Znamenitosti

### Mestne in posvetne znamenitosti
Mesto je še vedno obkroženo z več kot 9 kilometri antičnega obzidja, večinoma zgrajenega v 15. in 16. stoletju.  Poleg mesta Lucca ima Ferrara najbolje ohranjeno renesančno obzidje v Italiji.
Veličasten Estejev grad (Castello Estense) iz opeke, ki je v samem središču mesta, je ikona Ferrare. Grad, zgrajen leta 1385, je obkrožen z jarkom s štirimi velikimi bastijoni. Paviljoni na vrhu stolpov iz 16. stoletja so bili prenovljeni.
Mestna hiša, prenovljena v 18. stoletju, je bila prejšnja rezidenca rodbine Este. V bližini je nekdanja stolnica svetega Jurija. Romanski spodnji del glavnega pročelja in stranske fasade so bile prvič končane leta 1135. Po zdaj izgubljenem napisu je cerkev naročil Guglielmo I. Adelardi (1146). Skulpturo glavnega portala je podpisal Niccolo (Nicholaus), v izgubljenem napisu omenjen kot romanski cerkveni arhitekt. Zgornji del glavne fasade s poševnimi arkadami izvira iz 13. stoletja. Zleknjeni levi, ki ščitijo vhod, so kopije izvirnikov, zdaj so v narteksu cerkve. Različni reliefi iz 13. stoletja, ki prikazujejo poslednjo sodbo, so v drugem nadstropju verande. Notranjost je bila obnovljena leta 1712 v baročnem slogu. Zvonik (campanille) v renesančnem slogu je iz let 1451–1493, vrh pa je bil dodan konec 16. stoletja. Je še vedno nepopoln, manjkata eno dodatno nadstropje in koničast vrh, kar je razvidno iz številnih zgodovinskih natisov in slik.
V bližini je Ferrarska univerza; univerzitetna knjižnica hrani del rokopisa Besneči Roland  (Orlando furioso) in pisma Torquata Tassa. Znana diplomanta sta Nikolaj Kopernik (1503) in Paracelsus. V kampusu je tudi botanični vrt.
V primerjavi z drugimi mesti so v Ferrari številne palače iz obdobja quattrocento (zgodnja renesansa), ki pogosto ohranjajo terakotne dekoracije, čeprav je večina sorazmerno majhna. Med njimi so tiste v severni četrti (zlasti štiri na križišču dveh glavnih ulic), ki jih je Ercole I. dodal v letih 1492–1505 po načrtih Biagia Rossettija in se zato imenujejo Addizione Erculea.
Med najlepšimi palačami je Palazzo dei Diamanti (Diamantna palača), ki se imenuje po diamantnih kamnih, v obliki katerih so izdelani kamniti bloki fasade. V njej so arheološki muzej in drugi muzeji ter pinakoteka, galerija slik z veliko zbirko slik slikarjev ferrarske šole, ki se je v drugi polovici 15. stoletja prvič uveljavila s  Cosimom Turom, Francescom Cosso in Ercolejem dei Robertijem. Znani mojstri ferrarske šole iz 16. stoletja so Lorenzo Costa in Dosso Dossi, najuglednejša sta Girolamo da Carpi in Benvenuto Tisi (il Garofalo).
Casa Romei (Romeieva hiša) je morda najlepše ohranjena renesančna stavba v Ferrari. Bila je rezidenca Giovannija Romeia, ki je bil zaradi poroke povezan z rodbino d'Este. Verjetno je delo dvornega arhitekta Pietra Bona Brasavole. Palačo so zasedle nune svetega Rešnjega telesa (Corpus Domini), kar je preprečilo njeno uničenje. Večina dekoracije v notranjih prostorih je bila ohranjena. V Sibilini sobi je cikel fresk s prvotnim terakotnim kaminom, na katerem je grb Giovannija Romeia, v Sobi prerokov (Saletta dei Profeti) so prikazane alegorije iz Biblije, tudi v drugih sobah, ki jih je naročil kardinal Ippolito d'Este ter jih je naslikala šola Camilla in Cesareja Filippija (16. stoletje).
Palača Schifanoia (Palazzo Schifanoia – sans souci) je bila zgrajena leta 1385 za Alberta V. d'Este. Palačo krasijo freske, ki prikazujejo življenje Borsa d'Esteja, znake zodiaka in alegorične predstavitve mesecev. Preddverje je bilo opremljeno s štukaturami Domenica di Parisa. V stavbi so tudi fine pesmarice z miniaturami ter zbirka kovancev in renesančnih medalj.
Mestni zgodovinski arhivi imajo precej zgodovinskih dokumentov, ki se začnejo s 15. stoletjem. Škofijski zgodovinski arhiv je starejši, omenjen v dokumentih iz leta 955, in hrani dragocene dokumente, ki so jih v stoletjih zbirali duhovniki. 
- Massarijeva palača (Palazzo Massari) (muzej sodobne in moderne umetnosti s parkom s kipi),
- gledališče Teatro Comunale,
- hiša pesnika Ludovica Ariosta, ki jo je postavil po letu 1526 in v kateri je umrl leta 1532,
- Palača Ludovica il Mora,
- Palazzina di Marfisa d'Este (manjša Marfisina palača, Marfisa je bila nezakonita hčerka Francesca d'Este).

### Cerkve, samostani in sinagoga
V Samostanu svetega Rešnjega telesa (Corpus Domini) so grobnice rodbine Este, med katerimi so Alfonso I., Alfonso II., Ercole I., Ercole II., Lukrecija Borgia, Eleanora Aragonska in drugi.
Ferrarska sinagoga in Judovski muzej sta v srednjeveškem središču blizu stolnice in gradu Estense. Ta ulica je bila del judovske četrti, v kateri so bili Judje ločeni od preostalega prebivalstva v Ferrari od leta 1627 do 1859.
Druge zgradbe so:
- Stolnica svetega Jurija

cerkve:
- svete Marije na plitvini
- svetega Luke
- svetega Benedikta
- svetega Karla
- svetega Krištofa
- svetega Domenika
- svetega Frančiška
- svetega Pavla
- svetega Romana
- Certosa (pokopališče)
- svetega Antona v opatiji Polesin

## Kultura

### Slikarstvo
V renesansi je bila rodbina Este znana po svojem podpiranju umetnosti, gostila je veliko umetnikov, še posebej slikarjev, ki so oblikovali tako imenovano ferrarsko šolo. Na seznamu slikarjev in umetnikov so  Andrea Mantegna, Vicino da Ferrara, Giovanni Bellini, Leon Battista Alberti, Pisanello, Piero della Francesca, Battista Dossi, Dosso Dossi, Cosimo Tura, Francesco del Cossa in Tizian. V 19. in 20. stoletju je Ferrara gostila in navdihnila številne pomembne slikarje, ki so se zaljubili v njeno skrivnostno vzdušje: med njimi Giovanni Boldini, Filippo de Pisis in Giorgio de Chirico.

### Religija
V Ferrari se je rodil Girolamo Savonarola, slavni srednjeveški dominikanski duhovnik in voditelj Firenc od leta 1494 do usmrtitve leta 1498. Bil je znan po zažiganju knjig, uničenju zanj nemoralne umetnosti in sovražnosti do renesanse. Ognjevito je pridigal proti moralni pokvarjenosti večine duhovščin. Njegov glavni nasprotnik je bil papež Aleksander VI. (Rodrigo Borgia).

### Glasba
Ferrarski glasbenik Girolamo Frescobaldi je bil eden najpomembnejših skladateljev glasbe za klavirature v poznih renesančnih in zgodnjih baročnih obdobjih. Njegova mojstrovina Fiori musicali je zbirka liturgične orgelske glasbe, ki je bila prvič objavljena leta 1635. Postala je njegovo najbolj znano delo in so jo mnogi skladatelji, med njimi tudi Johann Sebastian Bach, študirali še več stoletij po njegovi smrti.  Maurizio Moro (15–16??) je bil domnevno rojen v Ferrari, italijanski pesnik iz 16. stoletja, najbolj znan po madrigalih.

### Film
Ferrara je rojstno mesto, v katerem je preživel tudi otroštvo, znanega italijanskega režiserja Michelangela Antonionija. V mestu so posneli znan film Vrt Finzi-Continijevih Vittoria De Sice (1970), ki govori o preobrazbi bogate judovske družine med diktaturo Benita Mussolinija v drugi svetovni vojni. Poleg tega sta bila v Ferrari posneta filma Wima Wendersa in Michelangela Antonionija Onkraj oblakov (1995) ter  Ermanna Olmija Trgovina z orožjem (2001), film o zadnjih dneh Giovannija dalle Bande Nere.

### Festivali
Palij svetega Jurija je značilen srednjeveški festival vsako zadnjo nedeljo v maju. Festival pouličnih glasbenikov je neuradna parada najboljših uličnih glasbenikov na svetu. Po tradiciji in razsežnosti je to najpomembnejši festival na svetu te vrste. Poleg tega Ferrara postaja italijanska prestolnica toplozračnih balonov, zahvaljujoč desetdnevnemu balonarskemu festivalu, največjemu praznovanju balonov v Italiji in enemu največjih v Evropi.

### Kulinarika
Za kuharsko tradicijo mesta so značilne številne jedi, ki izvirajo že iz srednjega veka in razkrivajo vpliv pomembne judovske skupnosti. Najpomembnejši je cappellacci di zucca, nekakšni ravioli, napolnjeni z muškatno bučo, parmezanom (Parmigiano-Reggiano) in z  okusom muškatnega oreščka. Postrežejo jih z omako iz masla in žajblja. Tradicionalna božična glavna jed so cappelletti, majhni ravioli, napolnjeni z mesom v piščančji juhi ali z belo smetanovo omako, po možnosti s tartufi. Posebna predjed je pasticcio di maccheroni, testenica z makaroni v omaki bešamel, obloženi z jurčki, in ragu na bolonjski način. Za božič je predjed salama da sugo, eno leto stara salama iz svinjskega mesa, značilnega za okolico Ferrare, začimb in rdečega vina. Morski sadeži so pomemben del mestne tradicije zaradi bližine morja, še posebno cenjena je zalivska ali zamrznjena jegulja iz delte reke Pad. V ferrarski kuhinji je tudi salama košer, narejena iz gosjega mesa v koži gosjega vratu. Tradicionalni božični sladici sta čokoladna pita, pampepato, in zuppa inglese. Aluvialna ravnina, ki jo je ustvarila reka Pad, ni idealna za vino; pomembna izjema je vino z geografskim poreklom bosco eliceo, izdelano iz grozdja, gojenega na peščeni obali. Tipičen kruh, imenovan coppia ferrarese, je dobil oznako PGS (zaščiteno geografsko poreklo – Protected Geographical Status)

## Mednarodne povezave
Ferrara je pobratena z mesti:
| - Daugavpils, Latvija - Gießen, Hessen, Nemčija - Highland Park, Illinois, ZDA - Kaufbeuren, Bavarska, Nemčija - Koper, Slovenija | - Krasnodar, Krasnodar Krai, Rusija - Lleida, Katalonija, Španija - Makarska, Hrvaška - Opatija, Hrvaška - Saint-Étienne, Loire, Auvergne-Rhône-Alpes, Francija | - Sarajevo, Bosna in Hercegovina, od 1964 - Swansea, Wales, Združeno kraljestvo - Sombotel, Madžarska - Tartu, Estonija - Žilina, Slovaška |